# Halecium galeatum
Halecium galeatum är en nässeldjursart som beskrevs av Chantal Billard 1937. Halecium galeatum ingår i släktet Halecium och familjen Haleciidae. Inga underarter finns listade i Catalogue of Life.